# تنسيق (بلاغة)
التَّنْسِيقُ في اللغة العربية هو مصدر «نَسَّقَ»، ونَسَّقَ الأشياء: رتِّبها. وفي علم البلاغة هي تنسيق الصفات؛ وفي علم البديع هو تعقيب موصوف بصفات متوالية. وتنسيق الصّفات هو التَّنسيق المقصود عمومًا، وقد سمّاه بهذا الاسم كل من الرشيد الوطواط في كتابه «حدائق السحر في دقائق الشعر»، وفخر الدين الرازي في كتابه «نهاية الإيجاز في دراية الإعجاز»، وشهاب الدين الحلبي في كتابه «حسن التّوسُّل إلى صناعة التّرسُّل»، وشهاب الدين النويري في كتابه «نهاية الأرب في فنون الأدب».

## في علوم اللغة العربية

### تنسيق الإيقاع
تنسيق الإيقاع هو تنظيم إيقاع الأصوات، وهو خاصة أسلوبية ذات تأثير ممتع في الشعر والنثر، غير أنَّ الغلو هذا التنسيق يؤدِّي إلى التصنِّع والتهاون في المعنى.
وهو التدقيق الإيقاعي للأصوات أو تعاقبها في الكتابة والكلام. وهناك توسع في استخدام المصطلح ليشير إلى زمن أي نشاط ذي إيقاع، ووزنه ونبضه، المشي والرقص والتجذيف. والمعنى النوعي للمصطلح يوحي بوتيرة أو بإيقاع النثر والشعر الحر، وهو مصطلح شامل ملائم للإشارة إلى التكرار المحسوب التوكيد النبر في الكتابات غير الموزونة في اللغة الإنجليزية، خاصة في موسيقى ( قفلة). وهو خاصة أسلوبية ممتعة التأثير إذا استخدم كتناوب طبيعي باطن في الكلام للمقاطع المنبورة وغير المنبورة، أما الغلو في استعماله فيؤدي إلى الافتعال والعبث بالأصوات. 

### تنسيق الصفات
تنسيق الصِّفات هو أن يذكر المتكلِّم جملة أسماء أو صفات متوالية، مثل الآية 23 من سورة الحشر ﴿هُوَ اللَّهُ الَّذِي لَا إِلَهَ إِلَّا هُوَ الْمَلِكُ الْقُدُّوسُ السَّلَامُ الْمُؤْمِنُ الْمُهَيْمِنُ الْعَزِيزُ الْجَبَّارُ الْمُتَكَبِّرُ سُبْحَانَ اللَّهِ عَمَّا يُشْرِكُونَ ۝٢٣﴾ [الحشر:23]. وكقول حسان بن ثابت، من بحر الكامل:
أشار رشيد الدين الوطواط في كتابه «حدائق السحر» عن تنسيق الصقات وعرَّفه، فقال: 
وذكر فخر الدين الرازي في كتابه «نهاية الإيجاز» أيضًا، ومثِّلَ له بالآية السابقة. وتحدَّث شهاب الدين الحلبي في كتابه «حسن التَّوسُّل» وعرّف التسنيق، فقال «هو أَن يذكَر الشيء بصفات متوالية.» وذكر مثله النُّويري في كتابه «نهاية الأرب». وقد سمّاه ابن أبي الإصبع المصري «حسن النَّسق» وعرَّفه، فقال «هو أن تأتي الكلمات من النّثر والأبيات من الشعر متتاليات متلاحمات تلاحمًا سليمًا مستحسنًا لا مستهجنًا.» 
وابن أبي الإصبع في كتابه «تحرير التَّحبير» قد عرَّف التّنسيق:
وأما ابن الأثير الحلبي سمّاهُ «التَّمزيح وحسن الارتباط، وحسن التَّرتيب، وحسن النَّسق.» وعرَّفه بما يقرب من تعريف المصري. وذكر مثله ابن قيَّم الجوزيّة في كتابه «الفوائد». في قرن السابع عشر، عرِّف عبد الغني النابلسي حسن النَّسق، فقال : «هو أن يأتي المتكلِّم بسجعات من النَّثر أو أبيات من الشعر متلاحمات تلاحمًا مستحسنًا لا مستهجنًا، بحيث يكون البيت إذا أُفرد تامًّا بنفسه معناه مستقلًا بلطفه، والنّثر تكون سجعاته متِّفقة إذا تجاوزت تامة المعاني إذا انفردت، والبيت الواحد يكون فيه جمل لو أُفردت كل واحدة في حدّها حسن السكوت عليها، مرتبة مرتبطة إذا اجتعتمت، متناسقة التَّرتيب.» ومثَّل بقوله، من بحر البسيط:
فهذا البيت مستقلِ بنفسه غير متعلِّق بما قبله ولا بما بعده، متلاحم مع بقية الأبيات، غير مستغرف المغنى بما قبله وبعده، تنفرد كل جملة منه بالمعنى اللَّطيف وتجتمع بما يليها على بهجة المدح النبي محمد. 
كما عرَّفه ابن حجة الحموي، فقال: «هذا النَّوع، أعني حسن النّسق ويُسمَّى التَّنسيق، من محاسن الكلام، وهو أن يأتي المتكلِّم بالكلمات من النَّثر والأبيات من الشعر متتاليات متلاحمات تلاحمًا سليمًا مستحسنًا مستبهجًا، وتكون جملها ومفرداتها متَّسقة متوالية، إذا أُفرد منها البيت قام بنفسه واستقلَّ معناه بلفظه.» غير أنَّ جلال الدين السيوطي في كتابه «الإتقان في علوم القرآن» وابن معصوم المدني في كتابه «أنوار الربيع في أنواع البديع» ذكرا رأي أصحاب البديعيات من جهة، ورأي الرازي والحلبي من جهة أخرى. 